# گای بیتس
گای بیتس (انگلیسی: Guy Bates؛ زادهٔ ۳۱ اکتبر ۱۹۸۵) بازیکن فوتبال اهل بریتانیا است.
از باشگاه‌هایی که در آن بازی کرده‌است می‌توان به باشگاه فوتبال اوستنده، باشگاه فوتبال بلیث اسپارتانس، باشگاه فوتبال دارلینگتون، باشگاه فوتبال نیوکاسل یونایتد، باشگاه فوتبال لینفیلد، و باشگاه فوتبال نیوکاسل یونایتد جتس اشاره کرد.